# ジョージ・ルイカー
ジョージ・ルイカー（George Luiker、1929年3月25日 - ）は、神奈川県横浜市出身の俳優、声優、タレント。
本名は日本帰化後、類河 丈治と名乗った。

## 来歴・人物
1929年、神奈川県横浜市に生まれる。父ヘンリー・ルイカーはエストニア人の技術者で、母はアルメニア人である。セント・ジョセフ・カレッジ卒業。1956年、ソ連から日本へ国籍変更。
1951年、鎌倉市で行われた外人のど自慢で「カンカン娘」を日本語で歌い優勝したのがきっかけで、文化放送のラジオ番組「電報クイズ」の司会者に抜擢され8年間務めた。流暢な日本語が人気を呼び、その後は国際劇場のジャズ・ショーの司会やテレビでも活躍。映画では1956年の映画『はりきり社長』でデビューし、社長シリーズを中心に多くの作品に出演する。
1966年からはオーストラリアに移住し、同年12月からメルボルンの短波放送局ラジオ・オーストラリアで日本語の音楽番組のディスクジョッキーをした。現在は芸能界を引退している。

## 出演作品

### 映画
- はりきり社長（1956年、東宝） - ジョージ・マーナ
- 金語楼の天晴運転手物語（1956年、新東宝） - 松永譲二
- 美男をめぐる十人の女（1956年、新東宝） - 外人牧師
- 歌う弥次喜多 黄金道中（1957年、松竹京都） - 浦賀の外人
- 角帽と女子大三人娘（1957年、新東宝） - 水野宗兵衛
- 日米花嫁花婿取替合戦（1957年、新東宝） - ジェームス・ホワイト・ベア
- 太陽娘と社長続（1958年、新東宝）
- フランキーの僕は三人前（1958年、東宝） - ジョージ宮田
- 裸の大将（1958年、東宝）
- おしゃべり奥様（1959年、東宝） - サム・ギャレット
- お姐ちゃんはツイてるぜ（1960年、東宝） - ゲイリー・ジェイムス
- サラリーマン忠臣蔵（1960年、東宝） - アンリ・リシャール
- 東京騎士隊（1961年、日活）
- 社長漫遊記（1963年、東宝） - ジョージ
- 続・社長漫遊記（1963年、東宝） - ジョージ
- 銀座の次郎長 天下の一大事（1963年、日活） - クロヒーモ
- 続てなもんや三度笠（1963年、東映） - ストレート
- 無責任遊侠伝（1964年、東宝） - ヘッケル
- 続 西の王将・東の大将（1965年、東宝） - ケラーマン

### テレビ
- ミュージカルショウ（NHK）
  - 私は魔女よ（1953年10月13日）
- OK横丁に集まれ（日本テレビ、1957年10月20日 - ）
- 人生ご案内（KRテレビ、1959年2月1日放送）
- 日曜大法廷（NETテレビ）
  - 第4回「ベニスの商人貸金支払請求事件」（1959年3月22日放送）
  - 第7回「蝶々夫人 道義的殺人事件」（1959年4月12日）
- うきよ劇場（KRテレビ）
  - 第1回「ユーモア週刊誌」（1960年1月9日放送）
  - 第3回「誤解された日本の巻」（1960年1月23日放送）
  - 第4回「男と女とX」（1960年1月30日放送）
  - 第5回「美人誕生」（1960年2月6日放送）
  - 第6回「地球売ります」（1960年2月13日放送）
  - 回不明「結婚5分前」（1960年5月14日放送）
- 魅惑の宵（NETテレビ、1959年10月2日 - 1961年4月7日）
- イガグリくん（日本テレビ、1960年3月31日 - 1960年12月26日）
- あなたをスターに（NETテレビ、1960年5月22日 - 1963年5月9日、司会）
- 近鉄金曜劇場（TBS）
  - ヘチマくん 前篇・後篇（1962年6月29日 - 1962年7月6日）
- 特別機動捜査隊（NETテレビ）
  - 第89話「恋と金と少女（1963年7月10日放送）
- 天下の若者（フジテレビ、1964年10月9日放送）
- テレビ指定席（NHK）
  - 夢をつくる（1964年4月11日放送）
- 忍者ハットリくん (実写版)（NETテレビ、1966年4月7日 - 1966年9月28日）[3]

### ラジオ
- オールスターゲーム 第2戦（日本短波放送、1960年7月26日放送） - ゲスト